# Dansk Værdihåndtering
Nokas Værdihåndtering, tidligere Dansk Værdihåndtering er en dansk virksomhed, der specialiserer sig i transport og håndtering af værdier og kontanter for detailhandel og finanssektoren.
Virksomheden, som fra starten hed S&P Security, blev grundlagt i 2000 af G4S, og skiftede siden navn til Dansk Værdihåndtering. Virksomheden blev opkøbt af Nokas Norge i 2011, men ejes i dag af det norske selskab Avarn Security,Nokas Værdihåndtering har hovedkontor i Brøndby med afdelinger i Århus med i alt 218 medarbejdere. Blandt selskabets største kunder inden for detailbranchen er Coop og Salling Group. NOKAS varetager ligeledes finansielle opgaver inden for finanssektoren, herunder en række danske banker. Der prioriteres et højt sikkerhedsniveau, og Nokas i Danmark er certificeret ith. DS3999.

## Røveri
Nokas Værdihåndterings tællecentral i Brøndby (dengang Dansk Værdihåndtering) blev udsat for et røveri 10. august 2008 kl. 4.30 om natten. Røverne skaffede sig adgang ved at penetrere muren med en gummiged, der var stjålet fra nabovirksomheden. Udbyttet var på 60 mio. kr., hvilket gør det til Danmarkshistoriens 2. største – kun overgået af røveriet mod Loomis i Glostrup.